# Robert Rico
Pour les articles homonymes, voir Rico.
Robert Rico, né le 10 mars 1945 à Agadir (Maroc), est un footballeur français. Il évolue au poste d'attaquant dans les années 1960 et 1970.

## Biographie
Joueur de petit gabarit (1,69 m pour 65 kg), il joue au poste de milieu offensif ou d'attaquant, principalement au Stade rennais. 
Il est le frère de Jocelyn Rico qui joue également au Stade rennais.
En septembre 2009, il devient superviseur de l’école de football de l’ALSS Trélat-Taden dans les Côtes d’Armor.

## Carrière de joueur
- 1965-1971 :  Stade rennais UC
- 1971-1973 :  Stade de Reims
- 1973-1974 :  Girondins de Bordeaux
- 1974-1975 :  AS Nancy-Lorraine
- 1976-1978 :  SR Saint Dié[1]

## Palmarès
- International A en 1970 (1 sélection)[2]
- Vainqueur de la Coupe de France en 1971 avec le Stade rennais
- Champion de France de D2 en 1975 avec l'AS Nancy